# Treponema pallidum
A Treponema pallidum egy 0,2 µm vastag és 5-15 µm hosszú, vékony, spirochaeta baktérium, amely Gram-festéssel nem mutatható ki. Az organizmus a szifilisz kórokozója. A betegség szexuális kontaktus révén, vagy transzplacentáris úton is átvihető. A kór ellen nincs védőoltás.

## Alfajai
- Treponema pallidum endemicum, a bejel, más néven endémiás, vagy járványos szifilisz kórokozója
- T. pallidum carateum, a pinta kórokozója[1][2]
- T. pallidum pertenue, a frambőzia (yaws, pian) kórokozója[1][2]
- T. pallidum pallidum, a szifilisz kórokozója[1][2]

Faj-alfaj besorolásuk nem egységes. A T. pallidum carateum-ot néha "Treponema carateum" néven emlegetik, még akkor is, ha a többi képviselő megnevezése során alkalmazzák a megfelelő mikrobiológiai nómenklatúrát.

## Diagnosztikája
A baktérium fiziológiája miatt Gram-festéssel nem mutatható ki, ezért kizárólag speciális eljárásokkal, mint például sötét látóteres mikroszkóppal (darkfield), vagy immunfluoreszcens festési eljárással azonosítható.
A Treponema pallidum továbbá azonosítható:
Nem specifikus szerológiai eljárásokkal
- A fertőzés hatására keletkező nem specifikus ellenanyagok kimutatásával (Wassermann-antitest és reagin)[1][4]
- VDRL (Venereal Diseases Research Laboratory) teszttel[1][4]
- valamint RPR reakció (Rapid Plasma Reagin) révén[1][4]

Specifikus szerológiai eljárásokkal
- A fertőzés hatására keletkező specifikus ellenanyag (immobilizin) kimutatásával[1][4]
- T. pallidum immobilizációs teszttel (TPI)[1][4]
- T. pallidum hemagglutinációs próba (TPHA)[1][4]
- Fluoreszcens Treponema antitest próba (FTA-Abs)[1][4]

## Klinikai jelentősége
A csavaros T. pallidum ssp. pallidum természetes körülmények között kizárólag az emberben okoz megbetegedést, amely bekövetkezhet szexuális kontaktus révén, vagy transzplacentárisan (kongenitális szifilisz). A T. pallidum azonban az egyik legérzékenyebb baktérium, a szervezeten kívül gyorsan elpusztul.

## Kezelés
A fertőzés antibiotikumokkal gyógyítható. A leggyakrabban eszközölt eljárás az intramuszkulárisan adott benzatin-penicillin-G (Benzilpenicillin) kezelés. A terápia megkezdését követően a Jarisch-Herxheimer-reakció (láz, fej és izomfájdalom, valamint hypotónia) is felléphet, amelyet az elpusztult baktériumokból felszabaduló toxinok idéznek elő.